# 四九镇
四九镇，是中华人民共和国广东省江门市台山市下辖的一个乡镇级行政单位。

## 行政区划
四九镇下辖以下地区：
四九圩社区、五十圩社区、坂锡社区、大塘村、复盛村、白石村、高岭村、塘虾村、坂潭村、南村、松头村、营村、上坪村、下坪村、上朗村、下朗村、五四村、东方村、玄潭村、车朗村、东冠村、大东村和松朗村。